# AEW Dark
O AEW Dark, ou simplesmente Dark, é um programa de televisão de luta livre profissional, produzido pela promoção americana All Elite Wrestling (AEW), que é transmitido no canal do YouTube as terças-feiras.
O programa apresenta lutas gravadas antes e depois do episódio anterior do AEW Dynamite, bem como segmentos de destaque do Dynamite da semana anterior e entrevistas com personalidades da AEW. O show era anteriormente apresentado por Tony Schiavone e Dasha Gonzalez em um estúdio chamado "AEW Control Center".

## História
Em 2 de outubro de 2019, o AEW Dynamite estreou na TNT . Durante o evento, houve quatro lutas dark, duas antes e duas depois da transmissão ao vivo. Durante a entrevista após esse evento, o presidente e CEO da AEW, Tony Khan, afirmou que as lutas dark se tornariam disponíveis de alguma maneira. Em 5 de outubro, o Vice-Presidente Executivo da AEW Cody anunciou o programa  AEW Dark, que começou a ser exibido às terças-feiras no do canal da AEW no YouTube em 8 de Outubro. Diferentemente das lutas dark de outras promoções de luta livre, que não afetam as histórias, essas lutas no Dark fazem parte das histórias da AEW e contam para as estatísticas de luta dos lutadores.
Durante o episódio de 5 de novembro, Tony Schiavone anunciou que a comentarista em espanhol da AEW, Dasha Gonzalez, seria sua co-anfitriã daqui para frente. Em 31 de dezembro, a AEW transmitiu um episódio especial chamado AEW Dark - 2019 Year in Review, com destaques do programa do ano passado.

## Elenco
Os lutadores apresentados na All Elite Wrestling participam de rivalidades e histórias com roteiro . Os lutadores são retratados como heróis, vilões ou personagens menos distinguíveis em eventos com scripts que criam tensões e culminam em uma luta ou série de lutas.

### Comentaristas
| Comentaristas                                         | Datas |
| ----------------------------------------------------- | --- |
| Jim Ross e Excalibur                                  | 8 de outubro de 2019 – 15 de outubro de 2019 29 de outubro de 2019                                                                                      |
| Excalibur e Taz                                       | 22 de outubro de 2019 21 de janeiro de 2020 4 de fevereiro de 2020 – 24 de março de 2020 7 de abril de 2020 12 de maio de 2020 – presente               |
| Excalibur e MJF                                       | 5 de novembro de 2019 |
| Excalibur, Goldenboy, Arn Anderson e Chuck Taylor     | 8 de novembro de 2019 |
| Excalibur e Dustin Rhodes                             | 19 de novembro de 2019 |
| Excalibur e Shawn Spears                              | 26 de novembro de 2019 |
| Excalibur e Nyla Rose                                 | 3 de dezembro de 2019 |
| Excalibur, Chuck Taylor, Orange Cassidy e Britt Baker | 10 de dezembro de 2019 |
| Excalibur, Vickie Guerrero e Joey Janela              | 17 de dezembro de 2019 |
| Excalibur e Colt Cabana                               | 24 de dezembro de 2019 |
| Excalibur e Chuck Taylor                              | 7 de janeiro de 2020 |
| Excalibur e Dave Brown                                | 14 de janeiro de 2020 |
| Jim Ross, Tony Schiavone e Excalibur                  | 28 de janeiro de 2020 |
| Tony Schiavone e Cody                                 | 31 de março de 2020 – 5 de maio de 2020 |
| Tony Schiavone e Jimmy Havoc                          | 7 de abril de 2020 |
| Tony Schiavone e Taz                                  | 4 de agosto de 2020 – 11 de agosto de 2020 |
| Tony Schiavone, Taz, e Veda Scott                     | 18 de agosto de 2020 – 25 de agosto de 2020 |
| Excalibur, Taz, e Veda Scott                          | 15 de setembro de 2020 – 22 de setembro de 2020 |
| Excalibur, Taz, e Ricky Starks                        | 6 de outubro de 2020 – 20 de outubro de 2020 19 de janeiro de 2021 – 26 de janeiro de 2021                                                              |
| Excalibur, Taz, e Anthony Ogogo                       | 27 de outubro de 2020 – 6 de novembro de 2020 24 de novembro – 15 de dezembro de 2020 12 de janeiro de 2021 2 de fevereiro de 2021 – 6 de março de 2021 |

### Anunciadores de ringue
| Anunciadores de ringue | Datas                                                                     |
| ---------------------- | ------------------------------------------------------------------------- |
| Justin Roberts         | 8 de outubro de 2019 – 17 de março de 2020 16 de junho de 2020 – presente |
| Dasha Gonzalez         | 3 de dezembro de 2019 24 de março de 2020 – 9 de junho de 2020            |